# That's the Way (I Like It)
That's the Way (I Like It) är en discolåt komponerad av Harry Wayne Casey och Richard Finch och lanserad av KC & the Sunshine Band i juni 1975. Låten blev deras andra singeletta i både Kanada och USA, och en stor internationell hit. Den togs med i en längre version på gruppens självbetitlade andra LP, KC & the Sunshine Band. Det är en av discoerans mest välkända låtar och den har funnts med på många samlingsalbum med discomusik.

## Listplaceringar
- Billboard Hot 100, USA: #1[1]
- UK Singles Chart, Storbritannien: #4[2]
- RPM, Kanada: #1[3]
- Tyskland: #20[4]
- Nederländerna: #1[5]
- VG-lista, Norge: #5[6]
- Topplistan, Sverige: #3[7]